# 버진 버케이션
버진 버케이션(영어: Virgin Vacations)은 버진 애틀랜틱 항공과 결합된 토지 구성 요소를 (호텔 패키지, 여행 등)를 갖추고 있으며 1994년에 설립되었다. 2002년 5월, 버진 버케이션은 다양한 전 세계의 목적지로 여행하는 다른 항공사 항공사와의 제휴 이후 별도의 회사가 되었다. 버진 버케이션은 여행 패키지를 제공하고 유럽, 아시아, 남아프리카공화국, 남태평양, 아메리카를 제공한다. 여행자는 완전한 휴가 패키지를 선택할 수 있는 옵션이나 자신의 개인 휴가를 작성할 수 있는 기회를 갖는다.

## 같이 보기
- 버진 그룹
- 버진 애틀랜틱 항공